# Serbonnes
Serbonnes és un municipi francès, situat al departament del Yonne i a la regió de Borgonya - Franc Comtat. L'any 2007 tenia 529 habitants.

## Demografia

### Població
El 2007 la població de fet de Serbonnes era de 529 persones. Hi havia 193 famílies, de les quals 47 eren unipersonals (27 homes vivint sols i 20 dones vivint soles), 75 parelles sense fills, 59 parelles amb fills i 12 famílies monoparentals amb fills.
La població ha evolucionat segons el següent gràfic:
Habitants censats

### Habitatges
El 2007 hi havia 290 habitatges, 198 eren l'habitatge principal de la família, 74 eren segones residències i 18 estaven desocupats. 280 eren cases i 9 eren apartaments. Dels 198 habitatges principals, 172 estaven ocupats pels seus propietaris, 20 estaven llogats i ocupats pels llogaters i 7 estaven cedits a títol gratuït; 1 tenia una cambra, 12 en tenien dues, 34 en tenien tres, 54 en tenien quatre i 97 en tenien cinc o més. 150 habitatges disposaven pel capbaix d'una plaça de pàrquing. A 95 habitatges hi havia un automòbil i a 89 n'hi havia dos o més.

### Piràmide de població
La piràmide de població per edats i sexe el 2009 era:
| Homes | Edats   | Dones |
| ----- | ------- | ----- |
| 0     | 95 o +  | 12    |
| 0     | 90 a 94 | 4     |
| 8     | 85 a 89 | 8     |
| 16    | 80 a 84 | 8     |
| 16    | 75 a 79 | 24    |
| 20    | 70 a 74 | 16    |
| 4     | 65 a 69 | 12    |
| 16    | 60 a 64 | 4     |
| 8     | 55 a 59 | 8     |
| 12    | 50 a 54 | 20    |
| 32    | 45 a 49 | 16    |
| 24    | 40 a 44 | 4     |
| 8     | 35 a 39 | 20    |
| 12    | 30 a 34 | 8     |
| 12    | 25 a 29 | 8     |
| 16    | 20 a 24 | 8     |
| 12    | 15 a 19 | 4     |
| 8     | 10 a 14 | 8     |
| 8     | 5 a 9   | 12    |
| 0     | 0 a 4   | 4     |

## Economia
El 2007 la població en edat de treballar era de 297 persones, 210 eren actives i 87 eren inactives. De les 210 persones actives 196 estaven ocupades (99 homes i 97 dones) i 14 estaven aturades (6 homes i 8 dones). De les 87 persones inactives 41 estaven jubilades, 18 estaven estudiant i 28 estaven classificades com a «altres inactius».

### Ingressos
El 2009 a Serbonnes hi havia 201 unitats fiscals que integraven 491,5 persones, la mediana anual d'ingressos fiscals per persona era de 19.580 €.

### Activitats econòmiques
Dels 17 establiments que hi havia el 2007, 1 era d'una empresa de fabricació d'altres productes industrials, 2 d'empreses de construcció, 4 d'empreses de comerç i reparació d'automòbils, 3 d'empreses de transport, 4 d'empreses d'hostatgeria i restauració, 1 d'una empresa d'informació i comunicació, 1 d'una empresa de serveis i 1 d'una entitat de l'administració pública.
L'únic servei als particulars que hi havia el 2009 era un electricista.
L'únic establiment comercial que hi havia el 2009 era una botiga de menys de 120 m².
L'any 2000 a Serbonnes hi havia 7 explotacions agrícoles.

## Equipaments sanitaris i escolars
El 2009 hi havia una escola elemental integrada dins d'un grup escolar amb les comunes properes formant una escola dispersa.

## Poblacions més properes
El següent diagrama mostra les poblacions més properes.